# Upper Austria Ladies Linz 2018
L'Upper Austria Ladies Linz 2018 è stato un torneo di tennis giocato sul cemento indoor. È stata la 32ª edizione dell'Upper Austria Ladies Linz, che fa parte della categoria WTA International nell'ambito del WTA Tour 2018. Si è giocato a Linz, in Austria, dall'8 al 14 ottobre 2018.

## Partecipanti

### Teste di serie
| Nazionalità | Giocatore                | Ranking* | Testa di serie |
| ----------- | ------------------------ | -------- | -------------- |
| Germania    | Julia Görges             | 10       | 1              |
| Paesi Bassi | Kiki Bertens             | 11       | 2              |
| Rep. Ceca   | Barbora Strýcová         | 26       | 3              |
| Slovacchia  | Dominika Cibulková       | 30       | 4              |
| Italia      | Camila Giorgi            | 31       | 5              |
| Russia      | Anastasia Pavlyuchenkova | 34       | 6              |
| Slovacchia  | Magdaléna Rybáriková     | 35       | 7              |
| Croazia     | Donna Vekić              | 38       | 8              |
| Rep. Ceca   | Kateřina Siniaková       | 40       | 9              |

- Ranking al 1º ottobre 2018

### Altre partecipanti
Le seguenti giocatrici hanno ricevuto una Wild card per il tabellone principale:
- Harriet Dart
- Barbara Haas
- Andrea Petković

La seguente giocatrice è entrata in tabellone tramite il ranking protetto:
- Margarita Gasparjan

Le seguenti giocatrici sono passate dalle qualificazioni:

- Ekaterina Aleksandrova
- Anna Blinkova
- Fiona Ferro
- Valentini Grammatikopoulou
- Anna Karolína Schmiedlová
- Jil Teichmann

La seguente giocatrice è entrata in tabellone come lucky loser:
- Kristýna Plíšková

### Ritiri
Prima del torneo
- Dominika Cibulková → sostituita da  Kristýna Plíšková
- Anett Kontaveit → sostituita da  Vera Lapko
- Rebecca Peterson → sostituita da  Stefanie Vögele

Durante il torneo
- Mónica Puig

## Campionesse

### Singolare
Camila Giorgi ha battuto in finale  Ekaterina Aleksandrova con il punteggio di 6-3, 6-1.
- È il secondo titolo in carriera per Giorgi, il primo della stagione.

### Doppio
Kirsten Flipkens /  Johanna Larsson hanno battuto in finale  Raquel Atawo /  Anna-Lena Grönefeld con il punteggio di 4-6, 6-4, [10-5].